# Loftahammars kyrka

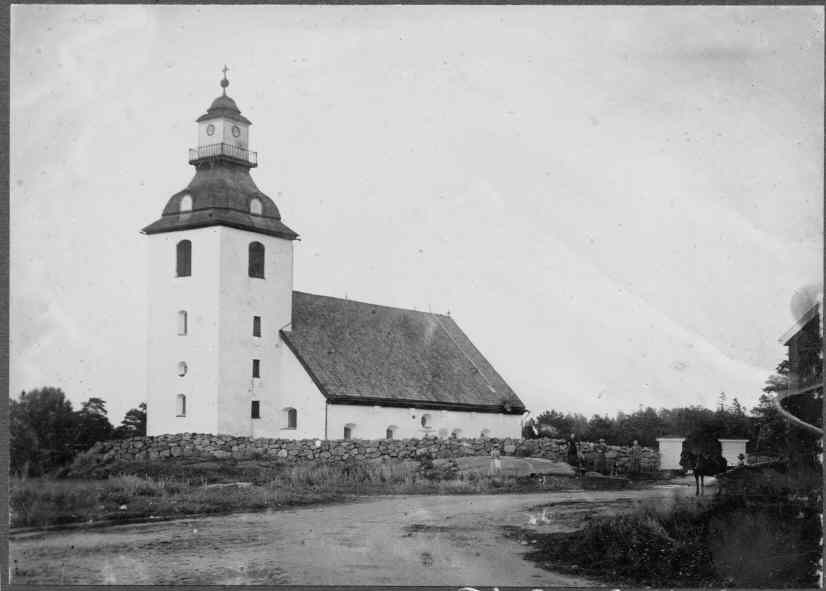
Kyrkan från sydväst.

Loftahammars kyrka är en kyrkobyggnad i Loftahammar i Linköpings stift. Den är församlingskyrka i Loftahammars församling.

## Kyrkobyggnaden
Föregångare till den nya kyrkan var ett träkapell, Hammars Capell, från början av 1600-talet. Kapellet var emellertid litet och blev med tiden alltmer förfallet. För att möjliggöra byggandet av en ny kyrka beviljades 1752 en rikskollekt. 
Murningsarbetet för nya kyrkan påbörjades 1759 och i juni 1760 stod kyrkorummet färdigt med tak, dörrar och bänkar. Totala kostnaden för kyrkbygget uppgick till 20 416 daler kopparmynt. Genom ett kungligt beslut fick kyrkan namnet Stor Amiralens Prints Carls kyrka. Invigningen förrättades sommaren 1764 av stiftets biskop Petrus Filenius från Linköping.
Tornet byggdes 1775-1777 och kyrkklockorna från den gamla klockstapeln flyttades dit. Tornuret skänktes 1907 av hemmansägaren Carl Jonsson, Tångered.

## Inventarier
- Altaruppsatsen i nyklassisk stil gjordes sannolikt till kyrkans invigning 1764.
- Den altartavla som målades av Magnus Wicander, föreställande Jesu lidande i Getsemane, som sattes upp 1787 är nu placerad över sakristidörren.
- Nuvarande altartavla föreställer Jesu korsfästelse med jungfru Maria, Jesu moder, och lärjungen Johannes samt de vaktande soldaterna i förgrunden. Den är målad av konstnären Curt Viberg, Visby, och invigdes i advent 1951.
- Predikstolen är utförd av bildhuggaren Jonas Berggren, Målilla. Den sattes upp i maj 1761.
- Votivskeppet i nedre norra fönstret är tillverkat och skänkt av Helge Olsson och Karl Holm, Loftahammar.
- Dopfunten i kalksten är tillverkad hos Bröderna Styrenius Stenhuggeri i Västervik efter ritning av arkitekt Arne Essen. Dopskålen i gammalt silver är tillverkad hos Guldsmeds AB i Stockholm.
- En altaruppsats från gamla kyrkan är placerad på långhusets södra vägg mitt emot predikstolen.

## Orgel

### Läktarorgeln
- 1767 bygger Lars Wahlberg och hans kompanjon Anders Wollander, Vimmerby, en mekanisk orgel (bild) med en manual på läktaren. Klaviaturomfång: manual C-c³, pedal C-h°. Tonhöjd: korton. Fasadpiporna är till större delen ljudande (hela Principal 4'). Orgeln är av senbarocktyp och kännetecknas av hög materiell och hantverksmässig kvalitet, avseende såväl pipverket och den sköna klangen som den tekniska uppbyggnaden i varje detalj.
- 1874 renoverar orgelbyggare & -reparatör Anders Peter Kullbom, Linköping (1817-1900), orgeln och bygger till ett pedalverk. Sannolikt ändras samtidigt Kvintadena 8', Kvinta 3' och delar av Rörflöjt 4' till resp. Borduna 16' D, Fugara 8' resp. Principal 8'. Vita undertangenter. Orgeln var inte spelbar 1989.

| Manual          | Pedal (1874) |
| Borduna 16'     | Borduna 16'  |
| Principal 8'    | Basun 16'    |
| Gedackt 8'      |              |
| Fugara 8'       |              |
| Principal 4'    |              |
| Flöjt 4'        |              |
| Octava 2'       |              |
| Mixtur 3 ch     |              |
| Trumpet 8' B/D  |              |
| Vox Humana 8' D |              |
| Trumpet 4' D    |              |

- 1948 bygger A. Mårtenssons orgelfabrik, Lund, en ny 27-stämmig, 3-manualig elektrisk orgel bakom wahlbergsorgeln. Orgeln är placerad bakom den gamla orgeln.

Disposition:
| Manual I           | Manual II         | Manual III        | Pedal            | Koppel    |
| Borduna 16’        | Gedackt 8’        | Rörflöjt 8’       | Subbas 16’       | I/P       |
| Principal 8'       | Principal 4'      | Salicional 8’     | Kvintadena 16'   | II/P      |
| Spetsflöjt 8’      | Rörflöjt 4’       | Gemshorn 4’       | Oktava 8’        | III/P     |
| Oktava 4’          | Gemshorn 2'       | Nasard 2 2/3’     | Nachthorn 4’     | II/I      |
| Oktava 2'          | Spetskvint 1 1/3’ | Waldflöjt 2’      | Basun 16’        | III/I     |
| Mixtur IV-VI chor. | Sifflöjt 1’       | Ters 1 3/5’       |                  | III/II    |
| Trumpet 8’         | Skalmeja 8’       | Scharf IV chor.   |                  | 4’ I/I    |
|                    | Tremulant         | Corno 8’          |                  | 16’ III/I |
|                    |                   | Tremulant         | 2 fria komb.     | 4’ III/I  |
|                    |                   | Crescendosvällare | Registersvällare | 4’ II/P   |

### Gamla orgeln
- 1998-2000: Wahlbergsorgeln restaureras varvid dispositionen återställs i enlighet med Abraham Abrahamsson Hülphers manuskript, som säkerligen redovisar ursprungligt utseende. En ny vägg byggs bakom wahlbergsorgeln för att skilja denna från Mårtenssons verk. Arbetet utförs av firma Åkerman & Lund, Knivsta, under ledning av Lars Norgren och med Kalevi Mäkinen & Helmuth Gripentrog som intonatörer. Projektledare är Carl-Gustaf Lewenhaupt, Vadstena. Orgeln (bild) återinvigs söndagen den 2 juli 2000.

Ursprunglig och nuvarande disposition:
| Manual C-c³                       | Pedal C-h° |
| Gedacht 8'                        | bihängd    |
| Qvintadena 8'                     |            |
| Principal 4' (fasad)              |            |
| Reurfleut 4'                      |            |
| Kortfleut 4'                      |            |
| Qvinta 3', (eg. 2 2/3')           |            |
| Octava 2'                         |            |
| Scharf III chor. 1' + 4/5' + 2/3' |            |
| Trompette 8', B/D                 |            |
| Trompette 4', B                   |            |
| Vox Virginea 8', D                |            |
| Tremulant                         |            |

### Diskografi
Inspelningar av musik framförd på kyrkans orgel.
- Duetter för två sopraner & orgelverk / Mendelssohn, Felix, kompositör ; Druve, Anneli, sopran ; Druve, Lilian, sopran ; Holm, Staffan, orgel. CD. Nosag CD 019. 1997.